# Loges-en-Josas
Loges-en-Josas – miejscowość i gmina we Francji, w regionie Île-de-France, w departamencie Yvelines.
Według danych na rok 1990 gminę zamieszkiwało 1506 osób, a gęstość zaludnienia wynosiła 607 osób/km² (wśród 1287 gmin regionu Île-de-France Loges-en-Josas plasuje się na 549. miejscu pod względem liczby ludności, natomiast pod względem powierzchni na miejscu 845.).